# Кастельнуово, Энрико
Энрико Кастельнуово (итал. Enrico Castelnuovo; 1839—1915) — итальянский романист.
Из еврейской семьи. Был преподавателем в коммерческой школе в Венеции.
Сын — математик Гвидо Кастельнуово.

## Труды
Наиболее известны его романы (начиная с 1872):
- «Il quaderno della zia»,
- «La casa bianca»,
- «Vittorina», «Lauretta»,
- «Il professor Romualdo»,
- «Nella lotta»,
- «Dal primo piano alla soffita»,
- «Due convinzioni»;

ряд новелл: «Sorrisi e lagrime», «Reminiscenze e fantasie» (1886).
Некоторые из произведений Кастельнуово переведены на русский язык.